# Pałac Sejmu Stanów Pomorskich
Pałac Sejmu Stanów Pomorskich (Dom Ziemiaństwa, Landeshaus) – gmach przy ul. Staromłyńskiej 27 w Szczecinie zbudowany w latach 1726–1729 na zlecenie króla pruskiego Fryderyka Wilhelma I. Projekt budowli wykonał niemiecki architekt Gerhard Cornelius van Wallrawe, a pracami budowlanymi kierowali: Hans J. Reinecke i J.H. Trippel. Autorem rzeźb umieszczonych na fasadzie był Barthelémy Damart.
Budynek wykonany został w stylu północnego, klasycyzującego baroku. Posiada ozdobny tympanon z herbem króla Prus umieszczonym na tle panoplii oraz z dwiema rzeźbami – personifikacjami: Roztropności (postać ze zwierciadłem i wężem) i Sprawiedliwości (z wagą i mieczem). Poniżej – tuż nad wejściem – umieszczono herb Pomorza. Taki układ herbów nie był przypadkowy – miał on podkreślać podporządkowanie Pomorza królowi Prus. Urodę budowli zwiększa boniowana elewacja, ozdobne opaski okienne oraz misterna balustrada balkonu i zewnętrznych schodów.
Przestrzeń poddasza ograniczają połacie dachu mansardowego.
Budynek został wzniesiony z przeznaczeniem na siedzibę sejmiku pomorskich stanów ziemskich. W latach 1885–1888 gmach uległ rozbudowie (wybudowano wówczas dodatkowe skrzydło, a istniejące od strony ul. Staromłyńskiej – przedłużono). W latach 1926–1927 budynek został odrestaurowany i zaadaptowany na siedzibę muzeum. Salę posiedzeń byłego Sejmu Stanów przekształcono w salę wystawową.
Obecnie w pałacu mieści się Galeria Sztuki Dawnej Muzeum Narodowego w Szczecinie.

## Wystawy stałe
- Złoty wiek Pomorza. Sztuka na dworze książąt pomorskich w XVI i XVII wieku – na ekspozycji prezentowane są dzieła sztuki powstałe na dworze Gryfitów,
- Sztuka na Pomorzu od XIII do XVII wieku – wystawa przedstawia przykłady pomorskiego malarstwa, rzeźby i rzemiosła artystycznego, powstałego w okresie od chrystianizacji do reformacji Pomorza. Eksponaty reprezentują sztukę późnoromańską, gotycką, manierystyczną i wczesnobarokową.
- Rzemiosło artystyczne (srebro, ceramika) – kolekcja wyrobów złotniczych powstałych od średniowiecza do secesji
- Malarstwo europejskie od XVI do początku XX wieku – zajmująca trzy sale wystawa prezentuje bogatą panoramę nowożytnego malarstwa europejskiego od późnego renesansu po wczesny modernizm. Wystawa obejmuje twórczość artystów z Niemiec, Holandii i Włoch, w tym wielu twórców z obszaru Pomorza.

## Galeria

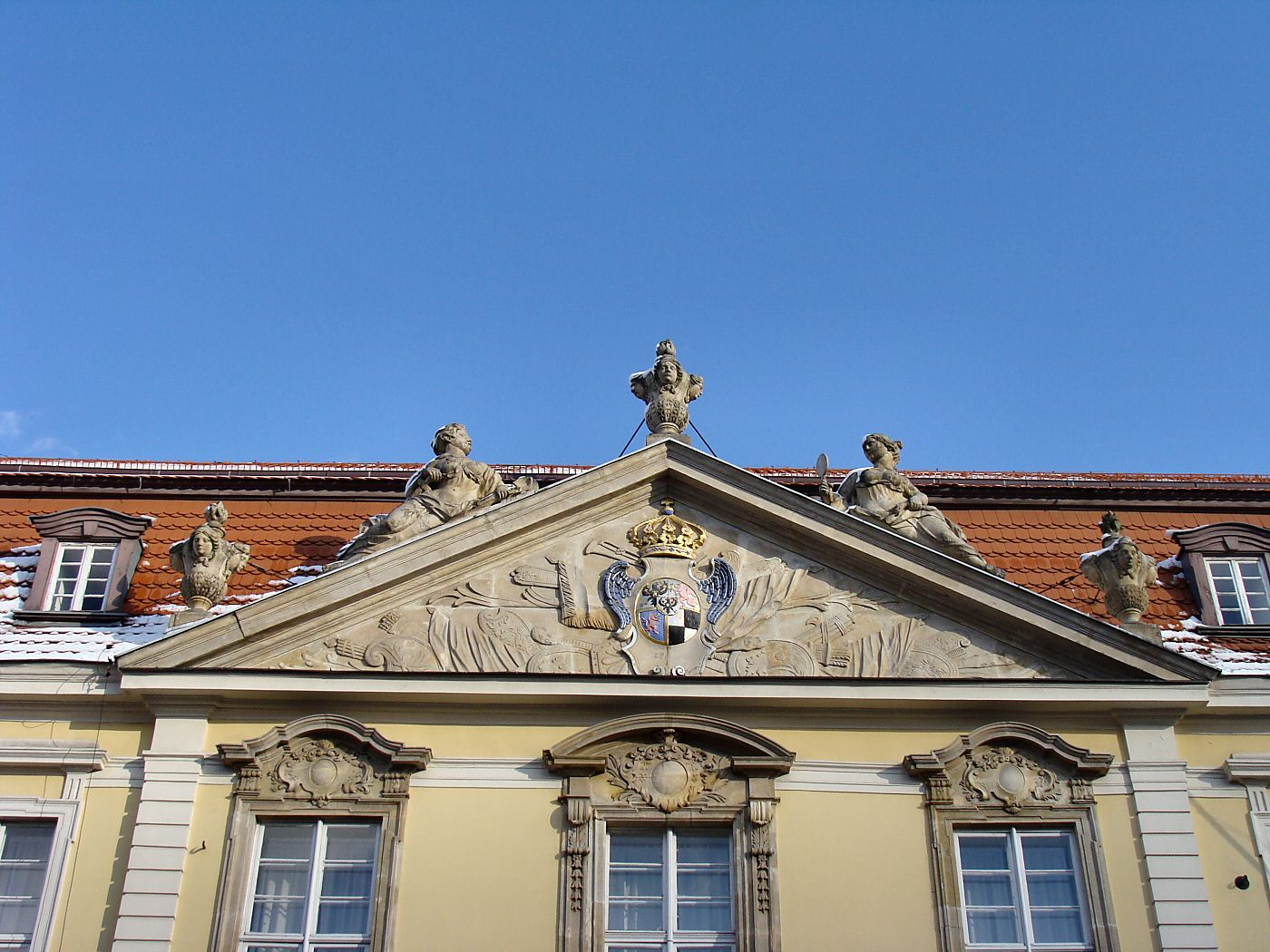
Tympanon nad wejściem do Muzeum Narodowego w Szczecinie
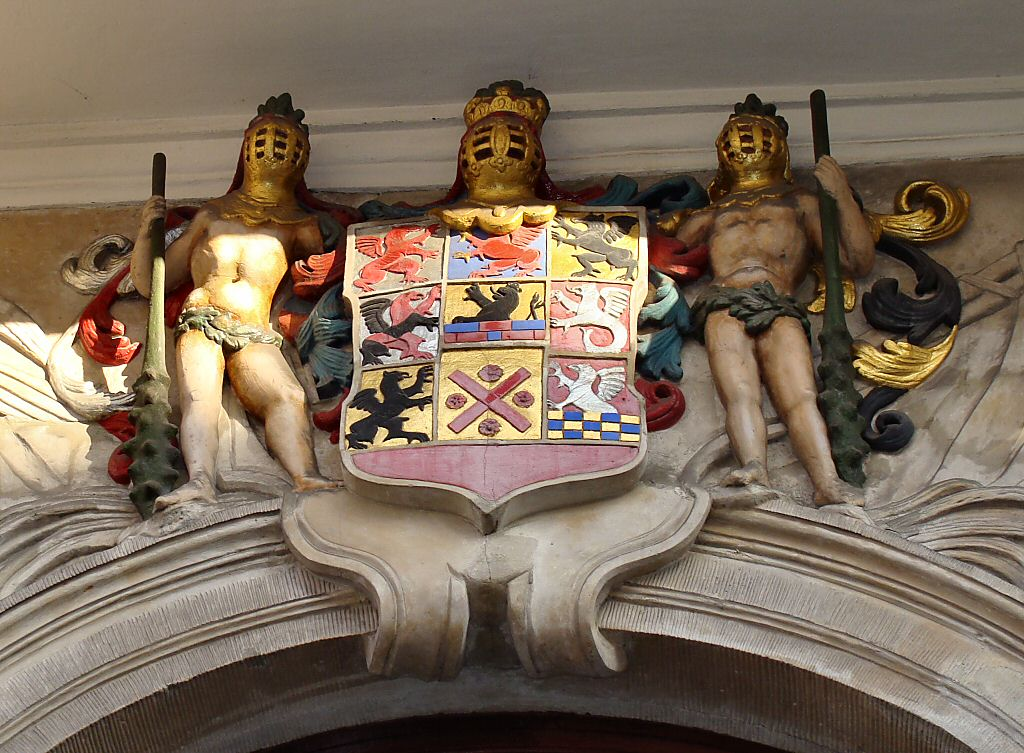
Herb Księstwa Pomorskiego nad wejściem do Muzeum Narodowego w Szczecinie